# 克雷梅内斯
克雷梅内斯，是西班牙卡斯蒂利亚-莱昂莱昂省的一个市镇。 总面积153平方公里，2001年普查人口總數為811人，人口密度為每平方公里5人。